# Yasutaka Uchiyama
Yasutaka Uchiyama (内山 靖崇, Uchiyama Yasutaka), né le 5 août 1992 à Sapporo, est un joueur de tennis japonais, professionnel depuis 2010.

## Carrière

### Parcours chez les juniors
Chez les juniors, il est finaliste en double de l'Open d'Australie et des Championnats d'Asie en 2009. En 2010, pour son dernier tournoi junior, il s'impose en simple et en double à l'Osaka Mayor's Cup. Son meilleur classement est une 12e place.

### Débuts professionnels
Sur le circuit professionnel, il atteint en 2013 les demi-finales du tournoi Challenger de Shanghai. En 2014, il remporte le tournoi de Maui et de Toyota en double. En 2015, il est finaliste en simple à Lexington. Il gagne en 2017 son premier Challenger à Kyoto, puis son second et son troisième à Yokohama et Zhangjiagang en 2018. En 2019, il remporte les tournois Challenger de Shanghai et Ningbo, ce qui marque son entrée dans le top 100.
Membre de l'équipe du Japon de Coupe Davis depuis 2013, il remporte le double avec Kei Nishikori lors du premier tour en 2014 contre la paire canadienne Dancevic/Nestor. En quart de finale, il perd son match contre Rosol et Štěpánek. Lors de l'édition 2017, il perd le double, associé à Yuichi Sugita, face au duo Herbert/Mahut. Il gagne toutefois un simple sans enjeu face à Herbert.

### 2017 - 2019: premier titre ATP en double et quelques bons résultats surtout en challenger
Détenteur d'une invitation, il remporte à la surprise générale son premier tournoi sur le circuit ATP en double à Tokyo en 2017, associé à son compatriote Ben McLachlan. Ils éliminent pour ça Treat Conrad Huey - Adil Shamasdin, puis Jean-Julien Rojer - Horia Tecău (tête de série numéro 1), puis la paire Santiago González - Julio Peralta, et enfin la 2e tête de série Jamie Murray - Bruno Soares. La même année en simple, il remporte le challenger de Kyoto, battant Marinko Matosevic, puis Zhang Ze, Evgeny Karlovskiy, Grega Žemlja et finissant par décrocher le titre face à Blaž Kavčič.
L'année suivante lors du challenger de Yokohama, il arrive en finale en battant Hubert Hurkacz, puis Shinji Hazawa, puis il vient à bout de Go Soeda, pour éliminer Jordan Thompson en demi-finale. Il remporte le titre face à Tatsuma Ito.
Il s'adjuge un second titre challenger à ZhangJiaGang. Il bat pour cela Blaž Kavčič, puis son compatriote Hiroki Moriya, puis Uladzimir Ignatik. En demi-finale, il bat Miomir Kecmanović, et s’impose face au Taïwanais Jason Jung en finale.
Il arrive encore une fois en finale à Kobe. Il bat Shintaro Imai, puis Tung-Lin Wu, pour passer au tour suivant et battre Hiroki Moriya. Il échoue en finale face à son compatriote Tatsuma Ito.

### 2019: deux quarts de finale dans des tournois ATP
En 2019, il atteint les quarts de finale à Brisbane en éliminant Ugo Humbert au premier tour 6-4, 7-6, puis élimine le 14e mondial Kyle Edmund 7-6, 6-4. Il échoue en trois sets serrés face à Jérémy Chardy 4-6, 6-3, 7-6. Il poursuit avec le challenger de Séoul où il a de bons résultats. Il bat sur son parcours Cem Ilkel, N.Sriram Balaji, puis Yunseong Chung. Il va échouer à ce stade face à Kwon Soon-woo. Il passe les qualifications pour la première fois à Wimbledon, mais s'incline face à Tennys Sandgren.
Au challenger de Granby, il s'incline en finale mais cette fois face à Ernesto Escobedo. Mais plus tard, il s'octroie la victoire au challenger de Shanghai ; profitant d'un bye, il élimine au second tour Arjun Kadhe, puis Shuichi Sekiguchi, puis vainc Andrew Harris. Il arrive en finale en ayant battu Prajnesh Gunneswaran. Il s'offre la victoire face à Wu Di.
Fin septembre, invité en qualifications du tournoi de Tokyo, il remporte quatre matchs consécutifs contre Benoît Paire (6-2, 6-2) et Radu Albot (6-7, 6-3, 6-4) avant de s'incliner en quart face à Reilly Opelka (6-3, 6-3). Il gagnera le tournoi à Ningbo à la suite de ce bon parcours chez lui. Il bat pour ça Wu Di, puis Enrique Lopez Perez, par la suite, il vainc Frederico Ferreira Silva, puis Bradley Klahn pour s'offrir la victoire face à Steven Diez. Il va échouer en novembre à Playford en finale face à James Duckworth.

### 2020 - 2021: quelques victoires mais surtout en challenger
Il commence l'année 2020 par l'Open d'Australie où il échoue face à Mikael Ymer dès son entrée en lice. Il se qualifie pour le tournoi de Dubaï. Durant les phases de qualifications, il bat le Chinois Zhang Zhizhen sur abandon (5-7, 7-6, 2-2), puis son compatriote Yuichi Sugita (6-4, 7-6). Arrivé au tableau principal, il bat le Taïwanais Lu Yen-hsun (3-6, 6-1, 6-2). Mais Gaël Monfils l'éliminera sur le score sans appel de 6-1, 6-2.
En 2021, à Singapour, il passe le premier tour face à Marc Polmans 6-4, 2-6, 6-4, mais sera éliminé par la tête de série numéro 8 Kwon Soon-woo sur le score de 6-3, 6-4. À Miami, il bat Salvatore Caruso au premier tour 6-3, 6-4, avant de tomber sur le score de 6-3, 6-3 face à la 8e tête de série Diego Schwartzman. À Wimbledon, il passe par la phase qualificative et élimine Ryan Peniston (3-6, 6-2, 6-4), puis Dudi Sela sur le score de 6-7, 7-5, 6-4, il bat ensuite Oscar Otte 7-6, 6-3, 6-3. Au premier tour, il finira par se faire battre par l'Espagnol Carlos Alcaraz, lui prenant deux sets sur cinq via le score 6-3, 6-7, 6-2, 3-6, 6-3. Le reste de la saison étant un peu terne, il arrive néanmoins en finale à Majorque qu'il perdra face à Lukáš Lacko sur le score de 7-5, 6-7, 1-6.

### 2022 - 2023: des débuts délicats puis bons résultats en challenger
Il s'aligne sur trois tournois en janvier, mais perd à chaque fois dès son entrée en lice. C'est le 1er février à Cleveland qu'il passe enfin un premier tour face à Fanselow Sebastian, qu'il bat en deux sets 6-4, 6-3. Il doit attendre le tournoi de Monastir 3 pour obtenir un nouveau titre. Il élimine coup sur coup Tai Sach, Dusan Rsovac, Dane Sweeny, Sun Fajing et Akira Santillan. Par la suite, Tung-Lin Wu l'élimine des tournois de Little Rock et Orlando. Il passe enfin deux tours au challenger de Rome. Il élimine Li Tu (6-3, 6-3) et Yu Hsiou Hsu (7-6, 6-2). Au tour suivant, il doit faire face à son compatriote Yoshihito Nishioka. Il passe en demi-finale après avoir éliminé ce dernier 3-6, 7-6, 6-1, et croise la route de Ben Shelton. Il échoue en deux sets à ce stade.
Il se rend à Indianapolis, où il élimine entre autres l'Américain Christopher Eubanks. C'est Wu Yibing qui l'élimine en demi-finale. Il réitère son parcours lors du tournoi de Nonthaburi 1.
L'année suivante, il se hisse à trois reprises en finale. À Séoul, il échoue en finale face à Bu Yunchaokete. À Busan, il élimine le Coréen Chung Hyeon puis est sorti par Max Purcell. À Yokohama, il déclare forfait face à Yuta Shimizu.

### 2024: victoires sur le circuit challenger à Busan et Zhangjiagang
Il s'adjuge un titre sur le circuit secondaire à Busan face à Hong Seong-chan. Il réitère en remportant le tournoi de Zhangjiagang en battant en finale Mark Lajal.
Qualifié pour le tournoi de Hangzhou, il élimine James McCabe (6-4, 6-4). Puis il crée la surprise en sortant la 1re tête de série et 14e mondial Holger Rune (7-5, 6-4). Il échoue ensuite face au futur lauréat Marin Čilić.

## Palmarès

### Titre en double messieurs
| No | Date       | Nom et lieu du tournoi                        | Catégorie | Dotation    | Surface    | Partenaire    | Finalistes                | Score     |          |
| -- | ---------- | --------------------------------------------- | --------- | ----------- | ---------- | ------------- | ------------------------- | --------- | -------- |
| 1  | 02-10-2017 | Rakuten Japan Open Tennis Championships Tokyo | ATP 500   | 1 563 795 $ | Dur (ext.) | Ben McLachlan | Jamie Murray Bruno Soares | 6-4, 7-61 | Parcours |

## Parcours dans les tournois duGrand Chelem

### En simple
| Année | Open d'Australie | Open d'Australie | Internationaux de France | Internationaux de France | Wimbledon       | Wimbledon       | US Open         | US Open          |
| ----- | ---------------- | ---------------- | ------------------------ | ------------------------ | --------------- | --------------- | --------------- | ---------------- |
| 2019  | —                | —                | —                        | —                        | 1er tour (1/64) | Tennys Sandgren | —               | —                |
| 2020  | 1er tour (1/64)  | Mikael Ymer      | 1er tour (1/64)          | Attila Balázs            | Annulé          | Annulé          | 1er tour (1/64) | P. Carreño Busta |
| 2021  | 1er tour (1/64)  | Ugo Humbert      | 1er tour (1/64)          | Marco Cecchinato         | 1er tour (1/64) | Carlos Alcaraz  | —               | —                |

N.B. : à droite du résultat se trouve le nom de l'ultime adversaire.

### En double messieurs
| Année | Open d'Australie                                                                    | Open d'Australie | Internationaux de France | Internationaux de France | Wimbledon                                                                               | Wimbledon | US Open | US Open |
| ----- | ----------------------------------------------------------------------------------- | ---------------- | ------------------------ | ------------------------ | --------------------------------------------------------------------------------------- | --------- | ------- | ------- |
| 2018  | —                                                                                   | —                | —                        | —                        | 1er tour (1/32) A. Begemann \|\| style="text-align:left;" \| Pablo Cuevas M. Granollers | —         | —       |         |
| 2020  | 1er tour (1/32) Rohan Bopanna \|\| style="text-align:left;" \| Bob Bryan Mike Bryan | —                | —                        | Annulé                   | Annulé                                                                                  | —         | —       |         |

N.B. : le nom du partenaire se trouve sous le résultat ; le nom des ultimes adversaires se trouve à droite.

## Parcours dans lesMasters 1000
| Année | Indian Wells | Miami                  | Monte-Carlo | Madrid | Rome | Canada | Cincinnati | Shanghai | Paris |
| ----- | ------------ | ---------------------- | ----------- | ------ | ---- | ------ | ---------- | -------- | ----- |
| 2021  | —            | 2e tour D. Schwartzman | —           | —      | —    | —      | —          | n.o.     | —     |

N.B. : sous le résultat se trouve le nom de l’ultime adversaire.

## Classements ATP en fin de saison
| Année          | 2009 | 2010 | 2011 | 2012 | 2013 | 2014 | 2015 | 2016 | 2017 | 2018 | 2019 | 2020 | 2021 | 2022 | 2023 |
| Rang en simple | 1230 | 645  | 445  | 379  | 332  | 261  | 234  | 236  | 223  | 190  | 81   | 104  | 200  | 325  | 269  |
| Rang en double | –    | 1394 | 581  | 377  | 270  | 177  | 299  | 226  | 124  | 199  | 432  | 485  | 459  | 473  | 208  |

Source : (en) Classements de Yasutaka Uchiyama sur le site officiel de la Fédération internationale de tennis